# Otite media acuta necrotica
Per  otite media acuta necrotica    si intende una delle infiammazioni a carico dell'orecchio medio, si differenzia dagli altri tipi per via dell'ampia necrosi dei tessuti.

## Epidemiologia
Colpisce prevalentemente gli infanti di entrambi i sessi, si sviluppa come complicanza di malattie febbrili.

## Sintomatologia
I sintomi e i segni clinici presentano cattivo odore, diminuzione dell'udito, ampie necrosi.

## Eziologia
La causa è da imputarsi ad un'infezione da streptococco beta-emolitico.

## Terapie
La terapia consiste nella somministrazione di gammaglobuline e si deve effettuare una bonifica del condotto uditivo esterno. Una volta in via di guarigione spesso si sviluppa una timpanosclerosi, ovvero l'ispessimento fibroso e la retrazione della membrana timpanica con coinvolgimento della catena ossiculare, ne consegue il trattamento esclusivamente di tipo chirurgico.